# Somalia sud-occidentale
La Somalia sud-occidentale (in lingua somala Koonfur-Galbeed Soomaaliya;  Maay-Maay: Koofur-Orsi) è uno dei cinque Stati federati della Somalia, creato come parte della Repubblica federale somala nel 2014. 
Ne fanno parte le regioni amministrative di Basso Scebeli, Bakool e Bai. Confina a nord con lo Stato federale di Hirshabelle, a sud con quello di Oltregiuba; l'Etiopia costituisce il suo confine occidentale, e l'Oceano Indiano quello orientale.
La sua capitale de iure è Barawe, ma de facto è Baidoa.

## Storia
La regione della Somalia sud-occidentale si proclamò indipendente dal governo centrale di Mogadiscio il 1º aprile 2002, all'indomani della guerra civile somala, per iniziativa di un consiglio di 52 membri del movimento Rahanweyn Resistance Army (RRA), guidato da Hasan Muhammad Nur Shatigadud. 
Dal 2006 il territorio è tornato sotto il controllo del Governo federale di transizione ed è entrato a far parte della Repubblica federale somala dal 2012; tuttavia l'effettivo controllo del territorio da parte dello Stato si limita alle città principali, mentre nelle campagne è ancora attiva la guerriglia del movimento al-Shabaab.
All'indomani della costituzione federale del 2012, nel dicembre 2013 una convenzione a Baidoa tra rappresentanti locali e membri del governo federale intraprese il processo di costituzione dello Stato. L'ex presidente del Parlamento, Sharif Hassan Sheikh Aden, ebbe un ruolo determinante nel favorire il processo di integrazione delle tribù Digil e Mirifle, che intendevano formare uno Stato indipendente nel sud della Somalia.
Lo Stato federale fu ufficialmente istituito il 23 giugno 2014 a Mogadiscio dal presidente somalo Hassan Sheikh Mohamud, dal primo ministro Abdiweli Sheikh Ahmed, e dal presidente del Parlamento Mohamed Osman Jawari, creando un'amministrazione provvisoria di 13 membri, di cui 3 scelti dal governo federale. Il comitato tecnico per la Costituzione fu creato il 16 luglio 2014, a Mogadiscio, e i suoi lavori terminarono con una conferenza conclusiva il 14 settembre 2014, che vide la partecipazione dei rappresentanti delle amministrazioni regionali e del primo ministro del governo federale.
Nell'ottobre-novembre 2014 si tenne quindi nella città di Baidoa l'assemblea costituente, formata da 380 delegati delle regioni di Bacol, Bai e Basso Scebeli, che approvò la Costituzione dello Stato della Somalia sud-occidentale, stabilendone la capitale de iure a Barawe.
Il 17 novembre 2014 quale Presidente dello Stato fu eletto Sharif Hassan Sheikh Aden, ex Presidente del Parlamento della Somalia. Il 30 dicembre 2014 questi, a nome dello Stato del Sud West, firmò un accordo di intesa con lo Stato dell'Oltregiuba sui rispettivi confini geografici e impegni bilaterali in materia di sicurezza, commercio ed amministrazione.

## Politica
Le prime elezioni presidenziali dello Stato si sono tenute il 17 novembre 2018. 
Il Presidente in carica, Sharif Hassan Sheikh Aden, fu apertamente sostenuto dal governo federale, mentre dieci candidati indipendenti si riunirono nella formazione alternativa  "Consiglio per il Cambiamento", sostenendo la candidatura di Sheikh Mukhtar Robow. 
Il processo elettorale fu minato dal tentativo del governo federale di eliminare la candidatura di Robow, accusato di essere stato un membro di al-Shabaab, da un duplice attentato occorso a Baidoa ai danni di sostenitori di due dei candidati indipendenti, dalle dimissioni di membri del comitato elettorale a causa di pressioni del governo federale, e infine dalle dimissioni del presidente in carica Sharif Hassan Sheikh Aden, che decise di non ricandidarsi.
Le elezioni furono rimandate di un mese per timore di violenze, e il 13 dicembre, pochi giorni prima della data delle elezioni, il candidato Mukhtar Robow fu arrestato dalle forze dell'Unione Africana e condotto a Mogadiscio, suscitando la reazione violenta di alcuni suoi sostenitori a Baidoa, repressa dalla polizia somala con 15 vittime. Il ministro dei lavori pubblici Abdifatah Mohamed Gesey rassegnò le dimissioni in protesta.
Il 19 dicembre 2018 fu eletto come nuovo Presidente Abdiaziz Laftagareen, ma la legittimità del processo elettorale è stata contestata, anche dall'Inviato Speciale dell'ONU Nicholas Haysom, che ha messo in dubbio la legalità dell'arresto di Mukhtar Robow e dell'uccisione di 15 manifestanti da parte della polizia somala.